# Justice (film, 1993)
Cet article concerne le film d'Hans W. Geissendörfer. Pour le film d'Evan Oppenheimer, voir Justice.
Pour les articles homonymes, voir Justice (homonymie).
Pour plus de détails, voir Fiche technique et Distribution.
Justice (Justiz) est un film germano-suisse réalisé par Hans W. Geissendörfer, sorti en 1993.

## Fiche technique
- Titre original : Justiz
- Titre français : Justice
- Réalisation : Hans W. Geissendörfer
- Scénario : Hans W. Geissendörfer d'après un roman de Friedrich Dürrenmatt
- Directeur artistique : Hans Gloor, Susanne Jauch, Albrecht Konrad
- Chef décorateur : Hans Gloor, Albrecht Konrad
- Décorateur de plateau : Susanne Jauch, Thérèse Traber
- Costumes : Katharina von Martius
- Maquillage : Giacomo Peier, Frederike Reimer (makeup artist)
- Photographie : Hans-Günther Bücking
- Montage : Annette Dorn
- Musique : Frank Loef
- Production : 
  - Producteur : Hans W. Geissendörfer
  - Producteur exécutive : Thomas Wommer
  - Coproducteur : Rudolf Santschi
- Société(s) de production : Bayerischer Rundfunk (BR), GFF, Saarländischer Rundfunk (SR), Schweizer Fernsehen (FS), Triluna Film AG
- Pays d'origine :  Allemagne,  Suisse
- Année : 1993
- Langue originale : allemand
- Format : couleur – 35 mm – 1,85:1 – Dolby
- Genre : drame
- Durée : 106 minutes
- Date de sortie :
  - Allemagne : 14 octobre 1993

## Distribution
- Maximilian Schell : Isaak Kohler
- Thomas Heinze : Felix Spat
- Dietrich Siegl : Dr Benno
- David Ryall : English Minister